# Cantwell
Cantwell – jednostka osadnicza w Stanach Zjednoczonych, w stanie Alaska, w okręgu Denali.